# Pierre d’Ailly

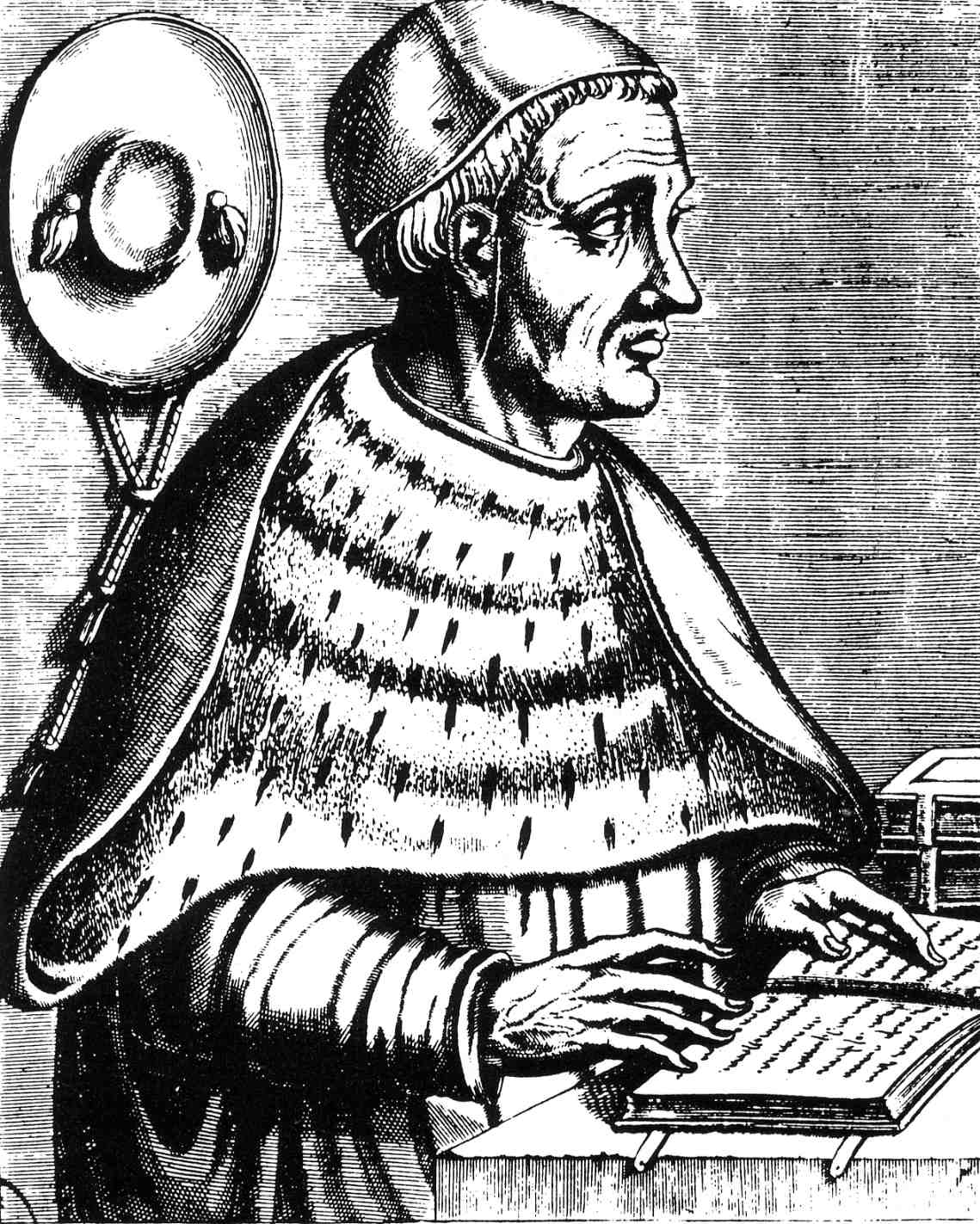
Pierre d’Ailly

Pierre d’Ailly (* 1350 in Compiègne; † 9. August 1420 in
Avignon; lateinisch Petrus de Alliaco, deutsch Petrus von Ailly, Peter von Ailly) war ein französischer Theologe und ab 1411 Kardinal (Titelkirche: San Crisogono).

## Leben
Peter von Ailly studierte bis zu seiner Promotion als Doktor der Theologie 1381 am Collège de Navarre in Paris, wurde im selben Jahr Canonicus in Noyon und von 1384 bis 1389 Großmeister in Paris, als der er auch Johannes Gerson unterrichtete. 1389 war er Beichtvater Karls VI., 1389 bis 1395 Kanzler der Sorbonne. 1395 wurde er Bischof von Le Puy-en-Velay, 1397 von Cambrai. In den Auseinandersetzungen des Abendländischen Schismas setzte er sich für den avignoner Gegenpapst Benedikt XIII. ein, plädierte jedoch für den Rücktritt beider Päpste. Auf dem Konzil von Konstanz (1414–1418) unterstützte er Johannes Gerson. Die Initiative der beiden Theologen trug zur Beendigung des Schismas nach dem Konzil bei.
Am 7. Juni 1415, ebenfalls auf dem Konzil, nahm er am Verhör des Jan Hus teil. Da Hus im Universalienstreit den Realismus vertrat, leitete Ailly daraus ab, dass Hus auch die Transsubstantiation geleugnet und die Konsubstantiation gelehrt haben müsse. Hus bestritt dies, wurde aber aufgrund dieser Konklusion und zahlreicher Zeugenaussagen als Ketzer verbrannt. Dies führte in den folgenden Jahren zu einer Zurückdrängung des Realismus und zum Aufschwung des Nominalismus an den Universitäten.
1418 zog sich Peter von Ailly nach Avignon zurück und verfasste vor allem mystische und asketische Werke.
Seine Werke sind geprägt vom Geist des Nominalismus und vor allem von Wilhelm von Ockham, Heinrich von Langenstein, Johannes Gerson und Roger Bacon beeinflusst. Sein astronomisches und geographisches Buch Imago mundi (1410), das aus verschiedenen antiken und mittelalterlichen Schriften zusammengestellt ist, war eine der Quellen des Christoph Kolumbus für dessen Idee, über den Atlantik einen Seeweg nach Indien zu suchen.
Der Mondkrater Aliacensis ist nach ihm benannt.

## Werke

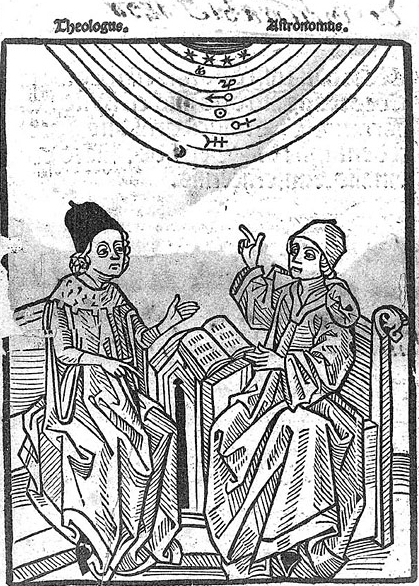
Concordantiae astronomiae cum theologia, Augsburg 1490: Theologe und Astronom im Disput

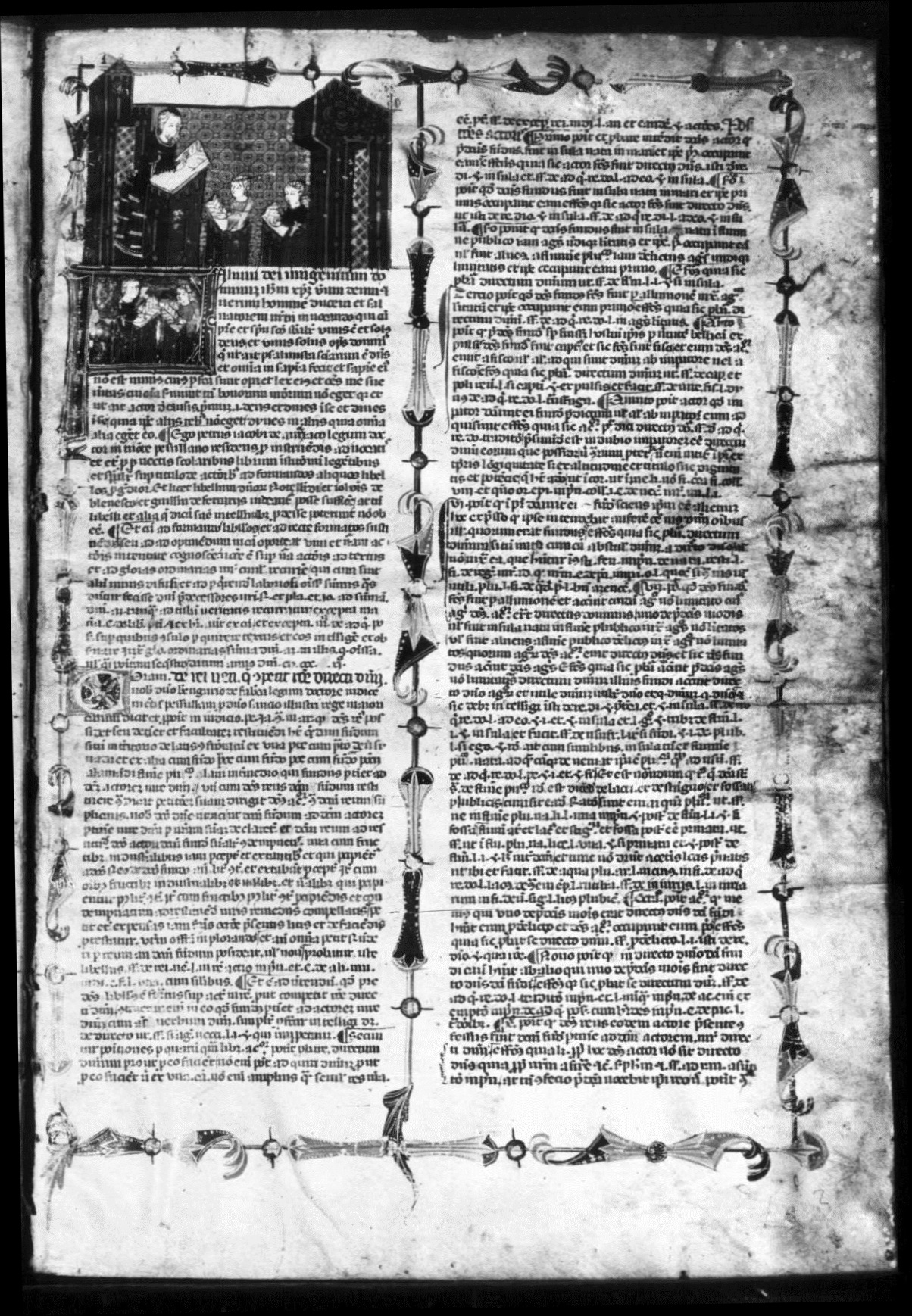
Lectura ad formandos libellos, manuskript. Toledo, Biblioteca de la Catedral de Toledo.

- Destructiones modorum significandi (vor 1400, auch Thomas Maulfelt zugeschrieben)
- Tractatus de materia Concilii generalis (ca. 1403)
- Tractatus vel capita agendorum in concilio generali de reformatione ecclesiae (ca. 1409)
- De Ecclesia, conciliis generalis et summi Ponitificis auctoritate (1416)
- Imago mundi
- Quaestiones zur Sphaera mundi von Johannes de Sacrobosco, gedruckt Paris 1468
- Meditationes super septem psalmos poenitentiales, [Köln] : [Arnold ter Hoernen], [um 1472] (Digitalisat)
- Tractatus et sermones. Fratres vitae communis, Brüssel 9. VI. 1481 - 1483 (Digitalisat)
- Quaestiones super libros sententiarum cum quibusdam in fine adjunctis (gedruckt Straßburg 1490)
- Tractatus et sermones (gedruckt Straßburg 1490)
- Concordantiae astronomiae cum theologia necnon historicae veritatis narratione (gedruckt Augsburg 1490)
- De quattuor gradibus scalae spiritualis
- Super libros metheororum: de impressionibus aeris (gedruckt ohne Ortsangabe 1504)
- MS-B-203 - (Ps.-)Anselmus Cantuariensis. Bonaventura. (Ps.-)Augustinus. (Ps.-)Bernardus Claraevallensis. Arnulfus de Boeriis. Petrus de Alliaco (Theologische Sammelhandschrift). Kreuzherrenkonvent (?), Düsseldorf [um 1508] (Digitalisat)